# Who You Selling For
Albums de The Pretty Reckless
Going to Hell
(2014) Death by Rock and Roll
(2021)
Singles
1. Take Me Down
Sortie : 15 juillet 2016
2. Oh My God
Sortie : 9 septembre 2016

Who You Selling For est le troisième album studio du groupe américain de rock alternatif The Pretty Reckless, sorti le 21 octobre 2016 sous le label Razor & Tie.

## Historique

### Réalisation et sortie
Début septembre 2015, la chanteuse Taylor Momsen a confirmé que le groupe était de retour en studio. Toutes les chansons sont signées par le duo Momsen-Phillips, c'est-à-dire la chanteuse et le guitariste ; et enregistrées par le producteur qui se consacre à The Pretty Reckless depuis leurs débuts en 2009, Kato Khandwala (en). L'écriture de l'album a commencé juste après que la tournée de l'album Going to Hell, de deux ans, se soit achevée. 
« Il y avait tant de choses que nous voulions dire [...], alors dès que nous avons commencé à écrire nous nous sommes lâchés. » déclare Momsen. « La vie en tournée est très isolante. Tu regardes le monde à travers la fenêtre d'un bus ou d'un avion. Mais la musique est le moyen d'aller mieux. C'est la seule chose qui te soutient et ton seul véritable compagnon à travers la forêt. [La musique] nous a sauvé - une fois de plus.»
La date officielle de sortie a d'abord été annoncée pour le 9 août 2016 (jour de l'annonce du titre de l'album), pour finalement n'être disponible que le 21 octobre 2016. Les chansons sont de styles très divers, marquant une réelle évolution du groupe,. Alors que ce sont les tragédies vécues par le groupe qui ont influencé l'écriture de Going to Hell, c'est ici la dépression de la chanteuse qui ressort dans les paroles de Who You Selling For. 
À propos du titre, Taylor Momsen explique « Pour moi, cela remet en question ce que je fais de ma vie, quel est le sens de toutes mes actions. Il définit aussi l'album, de manière plus large en demandant à l'auditeur d'examiner la signification de chaque chanson, en allant plus loin que ce qui est évident » et ajoute au sujet de la couverture de l'album « c'est une représentation très directe de ce que je ressens en ce moment. Je voulais que ce soit artistique et que cela évoque comment je me sens à ce carrefour de ma vie. Un artiste est venu à moi avec cette image, et c'était tout simplement parfait !»
Le premier single de Who You Selling For, Take Me Down, a été diffusé pour la première fois le 14 juillet 2016 sur iHeartRadio. Un extrait de cette chanson avait été publié sur les réseaux sociaux et plusieurs sites d'hébergement le 9 juillet 2016, mais s'avérant être une fuite officieuse, il a été rapidement supprimé. Take Me Down est sorti le 15 juillet 2016 et alors disponible, le single est devenu no 1 des Rock Charts britanniques, espagnols, français et hollandais sur iTunes,,. Lorsque le single a atteint le top des charts Mainstream Rock du Billboard le 5 novembre 2016, The Pretty Reckless est devenu le premier groupe a atteindre le numéro 1 dans les charts avec ses quatre premiers singles, mais aussi le groupe mené par une femme qui détient le plus de numéro 1. 
Le clip de Take Me Down est sorti le 29 septembre 2016, on y voit les quatre musiciens en studio, Taylor Momsen chantant avec les choristes Janice Pendarvis, Jenny Douglas-Foote et Sophia Ramos et jouant de la guitare. La vidéo est filmée en noir et blanc avec quelques teintes rouges et réalisée par Meiert Avis (en). 
Le 9 septembre 2016 est sorti Oh My God, aux accents hard rock et grunge, le second single de l'album. La vidéo lyrique est dévoilée le 13 octobre 2016, alors que quelques jours après le morceau Prisoner est diffusé sur Internet. Le clip est publié le 9 février. Aussi réalisé par Meiert Avis (en), il est en fait compensé de deux écrans qui montre le groupe, jouant, filmé dans des teintes sépias et une atmosphère brumeuse et empressée, de deux angles différents. Le site Loudwire, consacré au metal, déclare d’emblée que le clip de Oh My God se « distance visuellement immédiatement de la vidéo musicale conventionnelle » et ajoute que « Les deux cadres fonctionnent bien pour diffuser le message lyrique, qui semble dépeindre une mentalité conflictuelle, insatisfaite de l'état de son existence, souhaitant que tout puisse être changé.» Le rythme de la vidéo, comme celui de la chanson, qui elle paraît très influencée par Motörhead et Nirvana, est très rapide.

### Écriture et enregistrement
Certaines chansons contiennent du piano, The Walls Are Closing In et Back To The River notamment, et Taylor Momsen joue de la guitare,,, sur Take Me Down seulement en live.
L'enregistrement a commencé au Water Music Studio à Hoboken (New Jersey) mais a continué, à partir d'avril 2016, au Sphere Studio à Los Angeles. Toutes les chansons sont enregistrées par le producteur Kato Khandwala (en), qui est à l'origine de la rencontre de Taylor Momsen avec les trois musiciens, Ben Phillips, Mark Damon et Jamie Perkins qui alors formait le groupe Famous,.
La première chanson du disque, Hangman, est introduite par The Walls Are Closing In, très bref morceau que Momsen joue au piano tout en chantant. 
Pour Take Me Down, Taylor Momsen a déclaré s'être inspirée de la légende du célèbre bluesman Robert Johnson, qui vend son âme au diable pour le blues - et en l'occurrence, ici, pour le rock'n'roll - et de sa propre vie pour l'écriture des paroles. Elle confie au célèbre magazine Kerrang! que c'est ce qu'elle a « fait d'une certaine manière. J'ai donné ma vie à la musique. J'ai tout donné pour elle.», Comme sur la chanson Wild City, Taylor Momsen chante avec les choristes Janice Pendarvis (The Rolling Stones, David Bowie), Jenny Douglas-Foote (Pink, Lenny Kravitz) et Sophia Ramos (Rod Stewart, Jefferson Starship). De l'orgue est présente sur le morceau. Sur l'album comme en live, Taylor Momsen accompagne Ben Phillips à la guitare. 
Les paroles du single Oh My God, disponible depuis le 9 septembre, dévoilent un puissant sentiment d'auto-dépréciation, comme l'illustre I want to take it back to when I was so dumb and so innocent / Oh my God wish I could think / Wish I could do something smarter than sing,. 
Taylor Momsen a expliqué « Oh My God s'est écrite d'elle-même, assez rapidement. Mais c'est en fait quelque chose que j'ai travaillé pendant deux ans, néanmoins l'essentiel est venu vraiment vite. Attend, j'en ai une meilleure, ça a été écrit et enregistré en trois jours : Mad Love, écrite juste après que Bowie meurt ; j'étais vraiment dévastée par cela et c'est en quelque sorte l'hommage que je lui fais ».

### Accueil
Selon Kerrang!, « L'album est un baril de lourds riffs de blues, avec une musique à l'âme soul et des paroles cathartiques. »
The New York Times écrit que « The Pretty Reckless s'est régulièrement imposé comme l'un des groupes de rock les plus agréables du pays. Si le rock s'effondre d'un point de vue général, comment ce groupe, qui revisite avec fidélité le power rock des années 1980, continue-t-il à prospérer ? »
Metal Wani, qui note l'album 8/10, déclare que « Who You Selling For a tout pour plaire. The Pretty Reckless n'a pas eu peur d'expérimenter sur cet album. De l'hymne martelé Prisoner à des titres aux rythmes plus rapides, en passant par le son blues de Wild City, il est clair que The Pretty Reckless est prêt à bouleverser et explorer toujours plus le vaste paysage du Rock 'n' roll ».
Pour Alternative Nation « On entend les diverses influences du groupe alors qu'il élargit ses horizons et explore d'autres sous-genres du rock, tels que le southern rock, le blues et le funk. Cette polyvalence montre l'étendue des aptitudes du groupe […] C'est l'album le plus audacieux et progressif de The Pretty Reckless. »
L'album est noté 4 étoiles sur AllMusic.

## Liste des chansons
| No  | Titre                                  | Durée |
| --- | -------------------------------------- | ----- |
| 1.  | The Walls Are Closing In / Hangman     | 6:36  |
| 2.  | Oh My God                              | 3:25  |
| 3.  | Take Me Down                           | 4:13  |
| 4.  | Prisoner                               | 3:00  |
| 5.  | Wild City                              | 4:48  |
| 6.  | Back to the River (avec Warren Haynes) | 5:07  |
| 7.  | Who You Selling For                    | 2:47  |
| 8.  | Bedroom Window                         | 2:04  |
| 9.  | Living in the Storm                    | 5:01  |
| 10. | Already Dead                           | 4:16  |
| 11. | The Devil's Back                       | 7:06  |
| 12. | Mad Love                               | 3:23  |

## Personnel
Crédits inscrits dans le livret de l'album Who You Selling For. 
- Andy Burton – claviers, orgue, piano
- Tommy Byrnes – guitare (sur Back To The Rivers)
- Jay Colangelo – technicien (batterie)
- Jenny Douglas-Foote – chœurs (sur Take Me Down et Wild City)
- Demon Drums – technicien (batterie)
- JD Findley – technicien (batterie)
- Josh Gomersall – assistant d'enregistrement
- Warren Haynes – guitare principale (sur Back To The River)
- Noel Herbolario – assistant d'enregistrement
- Ted Jensen – prise
- Sean "Gingineer" Kelly – ingénieur/technicien supplémentaire
- Kato Khandwala – mixage, production, enregistrement
- Adam Larson – direction artistique
- Christian Pelaez – assistant d'enregistrement
- Janice Pendarvis – chœurs (sur Take Me Down et Wild City)
- Sophia Ramos – chœurs (sur Take Me Down et Wild City)
- Ryan Smith – vinyle